# Maison des 8-12 rue des Marcheries à Alençon
La Maison des 8-12 rue des Marcheries est un édifice situé à Alençon, en France. Il date du XVIIIe siècle et est inscrit au titre des monuments historiques.

## Localisation
Le monument est situé dans le département français de l'Orne, à Alençon, aux numéros 8-12 rue des Marcheries à Alençon.

## Historique
L'édifice est daté du XVIIIe siècle et remplace deux maisons antérieures.
La façade sur rue et la toiture correspondante de l'immeuble sont inscrites au titre des monuments historiques depuis le 9 octobre 1989. Un escalier intérieur en bois avec sa rampe en fer forgé est également cité dans l'arrêté de protection.

## Architecture

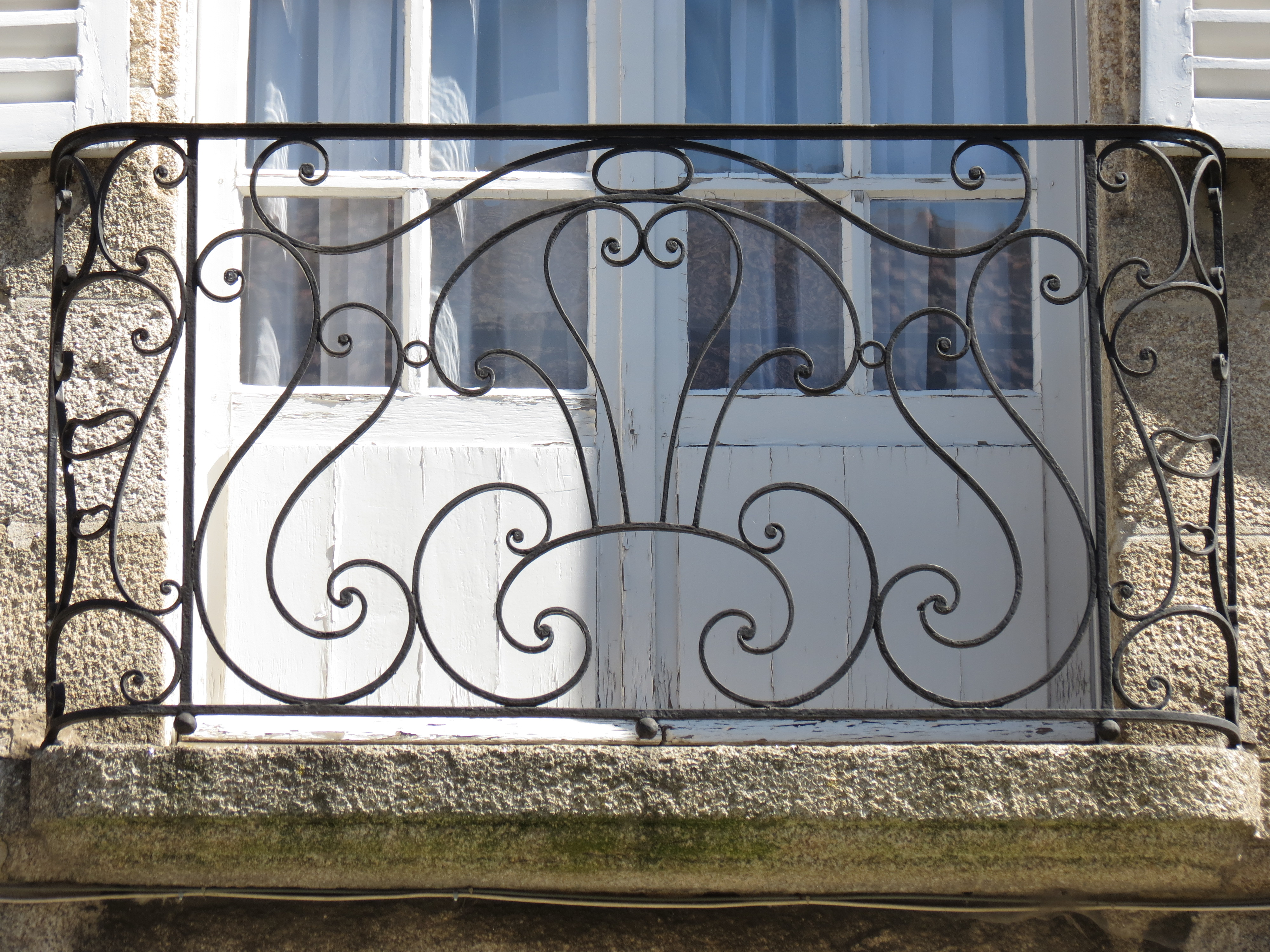
Balcon avec ferronnerie

L'édifice possède trois niveaux et un corps central. La façade sur rue est ornée d'un décor.
La salle à manger du rez-de-chaussée conserve des décors refaits au début du XIXe siècle. Une autre salle à manger conserve des lambris du XVIIIe siècle.
L'édifice conserve des balcons ornés de ferronnerie.